# Ambiedes
Ambiedes, nombre completo Santiago de Ambiedes (nombre oficial y asturiano, Santiao d'Ambiedes) es una parroquia del concejo asturiano de Gozón, en España. Alberga una población de 631 habitantes en 2024, en unos 13,42 km², reflejando una densidad de población de 47,02 hab/km². La mayor altitud la encontramos en Tabladas con unos 133 m sobre el nivel del mar.

## Geografía
Ambiedes, se encuentra situado en el concejo de Gozón, cuya capital es Luanco. Ambiedes comprende los barrios de Iboya, El Valle, Bardasquera, Barredo, Perdones y La Piñera, constituyendo así la mayor parroquia del concejo. En el año 2006 el Consejo de Gobierno del Principado de Asturias declaró de como única forma oficial la denominación Santiao d'Ambiedes para denominar a esta parroquia.
Ocupa un total de 13,42 km², un 16,4 % de los 81,72 km² del concejo, cuenta con una población de 844 habitantes (437 son mujeres y 407 hombres), tiene un total de 320 viviendas (74 están vacías y 246 habitadas). La densidad de hab/km² es de 62,8 personas.
El concejo de Gozón se encuadra dentro de la Comarca 3: Avilés, y pertenece al Partido Judicial de Avilés. La cota más alta dentro del concejo la establece Tabladas, 133 metros y la mínima el Nivel del mar.

### Barrios
- Iboya
- El Valle
- Barredo (Barreo)
- Bardasquera (Vardasquera)
- Perdones
- La Piñera

## Patrimonio inmaterial
Durante el fin de semana más cercano a Santiago, la parroquia de Ambiedes honra a su Patrón, con un programa que recoge la celebración de una misa solemne, a la una de la tarde, en la iglesia parroquial el sábado. Entre sus fiestas destacaremos.
Julio: Verbena a medianoche el día 24, fiesta grande el día 25 y fiestina con cierre de fiestas mayores el día 26.
Agosto: Verbena a medianoche el día 14, fiesta grande el día 15 caracterizada por la celebración del acto litúrgico de la misa y procesión en el campo de la romería, y posterior celebración de la popular "rifa de la xata"; y cierre de fiestas el día 16.